# François de Brillac
 François de Brillac (mort le 17 janvier 1506) est un ecclésiastique qui fut évêque d'Orléans de 1473 à 1504 puis archevêque d'Aix de 1504 à 1506.

## Biographie
François de Brillac est nommé évêque d'Orléans en 1473. Il prend possession de son siège épiscopal le 25 mars 1474. Il contribue en 1479 à l'établissement de la Fabrique de la cathédrale et lui fait de plus des donations considérables. En 1503 il permute son siège avec son neveu Christophe de Brillac, archevêque d'Aix, mais on ignore s'il prend effectivement possession de son nouveau diocèse avant de mourir le 17 janvier 1506.